# スコッティ
スコッティ（scottie）は、日本製紙グループの日本製紙クレシアがアメリカのキンバリー＝クラークとのライセンス契約のもと、発売しているティッシュペーパー、トイレットペーパーなどの商品名。クリネックスとともに日本製紙を代表するブランドである。

## 概要
スタンダードグレードを中心としたティッシュペーパー、トイレットペーパーのほか、キッチンペーパーや多用途タオルなどのキッチン用品（「スコッティ ファイン」ブランド）、ウェットティッシュやハンドタオルなどの衛生用品もクリネックスブランドと並行して展開されている。かつてはラップ、液晶テレビやトイレのお掃除シートなども発売されていた。
なお、トイレットペーパーでは姉妹品として「システィ」（sistie）、「ソフティ」（softie）が発売されており、ロゴの書体もスコッティのものと類似しているが、商品にはクリネックスのロゴが付けられており、クリネックスシリーズの一部として展開されている。
2010年代に、日本製紙クレシアはトイレットペーパーの長巻き化（コンパクト化）を目指して50件以上の特許を取得、2020年代以降にスコッティブランドで製品化した。

## 沿革
- 1961年（昭和36年） - 当時の山陽パルプと米国スコットペーパー社が各50%出資で合弁会社「山陽スコット株式会社」を設立。
- 1963年（昭和38年） - 山陽スコットから「スコット・トイレットティシュー」（トイレットペーパー）が発売。
- 1964年（昭和39年） - 「スコッティ・ティシュー」（ティッシュペーパー）が発売。
- 1972年（昭和47年） - 親会社の山陽パルプが国策パルプ工業と合併し、山陽国策パルプ株式会社になる。
- 1986年（昭和61年） - メインブランドが「スコッティ」に統一され、パッケージが改められる。
- 1991年（平成3年） - 山陽スコットが山陽国策パルプの100%出資会社となる。
- 1993年（平成5年） - 親会社の山陽国策パルプが十條製紙と合併し、日本製紙となる。これに伴い山陽スコットが株式会社クレシアに社名を変更する。
- 1996年（平成8年） - クリネックスブランドを展開していた旧十條製紙系の十條キンバリーがクレシアと合併し、新たに株式会社クレシアが発足する。合併前の2社が展開していたブランドはそのまま引き継がれる。
- 2006年（平成18年） - クレシアが日本製紙クレシア株式会社に社名変更。
- 2021年（令和3年） - トイレットペーパー「スコッティ フラワーパック」の12ロールの製造を3月末で終了し、翌月にリニューアル発売した「スコッティ フラワーパック 1.5倍長持ち」・「スコッティ フラワーパック 2倍長持ち」・「スコッティ フラワーパック 3倍長持ち（ダブルのみ）」の3種類の長尺タイプ（長もちロール）へ集約。
- 2022年（令和4年） - 4月にリニューアルされた「スコッティ ファイン ペーパーふきん サッとサッと」（「スコッティ ペーパーふきん サッとサッと」から製品名を変更）から、同時期にコーポレートロゴが改定された「CRECiA」ロゴを挿入。

## CM出演者
- 水川あさみ　2021年4月 - [4]